# Dave Vanian
Dave Vanian anche conosciuto come Desperate Dave e Naz Nomad, pseudonimo di David Lett (Newcastle upon Tyne, 12 ottobre 1956), è un cantante britannico, celebre quale frontman dei Damned.

## Biografia
Adottò sin dai primi anni come sua immagine identificativa un aspetto "vampiresco" mutuato dai film con Vincent Price, Bela Lugosi e Boris Karloff. Il suo aspetto evolverà con la sua crescita nella band andando a citare nell'acconciatura dei capelli, il suo ciuffo bianco (durante il periodo dell'album Phantasmagoria), La moglie di Frankenstein diretto da James Whale.

## Vita privata
È sposato con Patricia Morrison, bassista e cantante statunitense nota quale componente di gruppi quali The Gun Club, The Sisters of Mercy e The Damned. I due hanno una figlia, Emily, nata nel 2004.

## Discografia parziale

### Discografia con The Damned

#### Album in studio
- 1977 - Damned Damned Damned
- 1977 - Music for Pleasure
- 1979 - Machine Gun Etiquette
- 1980 - The Black Album
- 1982 - Strawberries
- 1985 - Phantasmagoria
- 1986 - Anything
- 1995 - Not of This Earth
- 2001 - Grave Disorder

### Discografia con David Vanian and The Phantom Chords

#### Album
- 1995 - David Vanian and The Phantom Chords